# Campeonato Mundial de Atletismo Sub-20 de 2018 - 100 m com barreiras feminino
A prova dos 100 metros com barreiras feminino do Campeonato Mundial de Atletismo Sub-20 de 2018 ocorreu entre os dias 13 e 15 de julho no Estádio de Tampere  em Tampere, na Finlândia. 

## Recordes
Antes desta competição, os recordes mundiais e do campeonato nesta prova eram os seguintes:
|     | Nome            | Nacionalidade  | Tempo | Local     | Data                |
| --- | --------------- | -------------- | ----- | --------- | ------------------- |
| WJR | Aliuska López   | Cuba           | 12.84 | Zagreb    | 16 de julho de 1987 |
| CR  | Elvira Herman   | Bielorrússia   | 12.85 | Bydgoszcz | 24 de julho de 2016 |
| WJL | Chanel Brissett | Estados Unidos | 12.75 | Palo Alto | 13 de maio de 2018  |

## Medalhistas
| Ouro            | Prata                  | Bronze              |
| Tia Jones (USA) | Britany Anderson (JAM) | Cortney Jones (USA) |

## Cronograma
Todos os horários são locais (UTC+2).
| Data        | Hora  | Evento    |
| ----------- | ----- | --------- |
| 13 de julho | 09:35 | Bateria   |
| 14 de julho | 13:55 | Semifinal |
| 15 de julho | 13:35 | Final     |

## Resultados

### Bateria
Qualificação: Os 3 primeiros de cada bateria (Q) e os 6 tempos mais rápidos (q). 
| Posição | Bateria | Atleta                   | Nacionalidade        | Tempo | Notas                |
| ------- | ------- | ------------------------ | -------------------- | ----- | -------------------- |
| 1       | 6       | Tia Jones                | Estados Unidos       | 13.25 | Q                    |
| 2       | 2       | Britany Anderson         | Jamaica              | 13.37 | Q                    |
| 3       | 3       | Amoi Brown               | Jamaica              | 13.49 | Q                    |
| 4       | 1       | Cortney Jones            | Estados Unidos       | 13.53 | Q                    |
| 5       | 5       | Şevval Ayaz              | Turquia              | 13.56 | Q                    |
| 6       | 5       | Cyréna Samba-Mayela      | França               | 13.56 | Q                    |
| 7       | 2       | Kendra Leger             | Canadá               | 13.59 | Q                    |
| 8       | 4       | Nika Glojnarič           | Eslovénia            | 13.61 | Q                    |
| 9       | 3       | Micaela Rosa De Mello    | Brasil               | 13.68 | Q                    |
| 10      | 4       | Keira Christie-Galloway  | Canadá               | 13.69 | Q                    |
| 11      | 5       | Yoveiny Mota             | Venezuela            | 13.69 | Q                    |
| 12      | 1       | Jiaru Yu                 | China                | 13.71 | Q                    |
| 13      | 5       | Anja Lukić               | Sérvia               | 13.77 | q                    |
| 14      | 4       | Klaudia Wojtunik         | Polónia              | 13.81 | Q                    |
| 15      | 6       | Yuiri Yoshida            | Japão                | 13.88 | Q                    |
| 16      | 3       | Yuwei Lin                | China                | 13.92 | Q                    |
| 17      | 6       | Lateisha Willis          | Austrália            | 13.92 | Q                    |
| 18      | 3       | Saara Keskitalo          | Finlândia            | 13.93 | q                    |
| 19      | 6       | Sacha Alessandrini       | França               | 13.93 | q                    |
| 20      | 2       | Desola Oki               | Itália               | 13.94 | Q                    |
| 21      | 1       | Molly Scott              | Irlanda              | 13.95 | Q                    |
| 22      | 5       | Samantha Johnson         | Austrália            | 13.97 | q                    |
| 23      | 2       | Nikoleta Jíchová         | Chéquia              | 14.00 | q                    |
| 24      | 6       | Milica Emini             | Sérvia               | 14.00 | q                    |
| 25      | 1       | Sasha Wells              | Bahamas              | 14.03 |                      |
| 26      | 4       | Nefise Karatay           | Turquia              | 14.03 |                      |
| 27      | 6       | Paula Sprudzane          | Letónia              | 14.05 | Recorde da temporada |
| 28      | 2       | Dafni Georgiou           | Chipre               | 14.06 |                      |
| 29      | 5       | Marisa Vaz Carvalho      | Portugal             | 14.06 |                      |
| 30      | 2       | Larissa Bertényi         | Suíça                | 14.12 |                      |
| 31      | 1       | Nikol Andonova           | Bulgária             | 14.14 |                      |
| 32      | 4       | Sapna Kumari             | Índia                | 14.15 |                      |
| 33      | 5       | Petra-Sofia Laakso       | Finlândia            | 14.23 |                      |
| 34      | 3       | Nicoleta Turnerová       | Chéquia              | 14.27 |                      |
| 35      | 6       | Kristina Stensvoll Reppe | Noruega              | 14.27 |                      |
| 36      | 2       | Anastasiya Osokina       | Ucrânia              | 14.29 |                      |
| 37      | 4       | Isabel Posch             | Áustria              | 14.33 |                      |
| 38      | 1       | Thi My Tien Huynh        | Vietname             | 14.61 |                      |
| 39      | 1       | Cho Yan Shing            | Hong Kong            | 14.66 |                      |
| 40      | 3       | Marianny Otaño           | República Dominicana | 14.79 |                      |
|         | 3       | Amanda Hansson           | Suécia               | DSQ   |                      |

### Semifinal
Qualificação: Os 2 primeiros de cada bateria (Q) e os 2 tempos mais rápidos (q). 
| Posição | Bateria | Atleta                  | Nacionalidade  | Tempo | Notas           |
| ------- | ------- | ----------------------- | -------------- | ----- | --------------- |
| 1       | 2       | Tia Jones               | Estados Unidos | 13.06 | Q               |
| 2       | 3       | Britany Anderson        | Jamaica        | 13.10 | Q,              |
| 3       | 1       | Cortney Jones           | Estados Unidos | 13.24 | Q               |
| 4       | 3       | Şevval Ayaz             | Turquia        | 13.28 | Q, NJR          |
| 5       | 3       | Kendra Leger            | Canadá         | 13.46 | q               |
| 6       | 3       | Jiaru Yu                | China          | 13.47 | q               |
| 6       | 2       | Cyréna Samba-Mayela     | França         | 13.47 | Q               |
| 8       | 2       | Nika Glojnarič          | Eslovénia      | 13.47 |                 |
| 9       | 1       | Sacha Alessandrini      | França         | 13.52 | Q               |
| 10      | 1       | Amoi Brown              | Jamaica        | 13.52 |                 |
| 11      | 2       | Yoveiny Mota            | Venezuela      | 13.54 |                 |
| 12      | 3       | Klaudia Wojtunik        | Polónia        | 13.54 | Recorde pessoal |
| 13      | 2       | Yuiri Yoshida           | Japão          | 13.55 |                 |
| 14      | 1       | Micaela Rosa De Mello   | Brasil         | 13.63 |                 |
| 15      | 2       | Anja Lukić              | Sérvia         | 13.64 | NJR             |
| 16      | 3       | Desola Oki              | Itália         | 13.70 |                 |
| 17      | 1       | Keira Christie-Galloway | Canadá         | 13.71 |                 |
| 18      | 1       | Yuwei Lin               | China          | 13.76 |                 |
| 19      | 3       | Nikoleta Jíchová        | Chéquia        | 13.83 |                 |
| 20      | 2       | Samantha Johnson        | Austrália      | 13.85 |                 |
| 21      | 3       | Saara Keskitalo         | Finlândia      | 13.91 |                 |
| 22      | 1       | Milica Emini            | Sérvia         | 13.91 |                 |
| 23      | 1       | Lateisha Willis         | Austrália      | 13.93 |                 |
| 24      | 2       | Molly Scott             | Irlanda        | 13.94 |                 |

### Final
A prova final foi realizada no dia 15 de julho às 13:35. 
| Posição           | Raia | Atleta              | Nacionalidade  | Tempo       | Notas           |
| ----------------- | ---- | ------------------- | -------------- | ----------- | --------------- |
| Medalha de ouro   | 5    | Tia Jones           | Estados Unidos | 13.01(.002) |                 |
| Medalha de prata  | 6    | Britany Anderson    | Jamaica        | 13.01(.002) | Recorde pessoal |
| Medalha de bronze | 4    | Cortney Jones       | Estados Unidos | 13.19       |                 |
| 4                 | 7    | Sacha Alessandrini  | França         | 13.34       | Recorde pessoal |
| 5                 | 3    | Şevval Ayaz         | Turquia        | 13.46       |                 |
| 6                 | 2    | Jiaru Yu            | China          | 13.58       |                 |
| 7                 | 1    | Kendra Leger        | Canadá         | 13.68       |                 |
| 8                 | 8    | Cyréna Samba-Mayela | França         | 14.11       |                 |

Legenda
| Recorde mundial       | Recorde mundial (World record)               |                       | Recorde africano                      | Recorde africano (African) |                                           | Q | Classificado por posição (Qualified) |
| Recorde do campeonato | Recorde do campeonato (Championship record)  | Recorde da América    | Recorde da América (Americas)         | q                          | Classificado por melhor tempo (Qualified) |   |                                      |
| Melhor marca do ano   | Melhor marca do ano (World leading)          | Recorde asiático      | Recorde asiático (Asian)              | DNS                        | Não largou (Did not start)                |   |                                      |
| Recorde nacional      | Recorde nacional (National record)           | Recorde europeu       | Recorde europeu (European)            | DNF                        | Não terminou (Did not finish)             |   |                                      |
| Recorde pessoal       | Recorde pessoal do atleta (Personal best)    | Recorde da Oceania    | Recorde da Oceania (Oceania)          | DSQ / DQ                   | Desclassificado (Disqualified)            |   |                                      |
| Recorde da temporada  | Recorde da temporada do atleta (Season best) | Recorde sul-americano | Recorde sul-americano (South America) | NM                         | Sem marca (No mark)                       |   |                                      |